# Cyrtandra pauciflora
Cyrtandra pauciflora är en tvåhjärtbladig växtart som beskrevs av Ridley. Cyrtandra pauciflora ingår i släktet Cyrtandra och familjen Gesneriaceae. Inga underarter finns listade i Catalogue of Life.